# 13. listopad
13. listopad je 317. den roku podle gregoriánského kalendáře (318. v přestupném roce). Do konce roku zbývá 48 dní.

## Události

### Česko
- 1620 – Po prohrané bitvě na Bílé hoře podalo 21 účastníků českého stavovského povstání prosbu císaři Ferdinandu II. Habsburskému o milost. Císař všechny žádosti nekompromisně zamítl
- 1787 – Wolfgang Amadeus Mozart po premiéře své opery Don Giovanni opustil Prahu
- 1858 – Na dnešním Malostranském náměstí v Praze byl za přítomnosti mladého císaře Františka Josefa I. a jeho manželky Alžběty Bavorské odhalen pomník maršála Radeckého.
- 1918 – Národním výborem byla v Československu přijata Prozatímní ústava, kterou roku 1920 nahradila Ústavní listina Československé republiky. Ústava stanovila, že rozšířením Národního výboru vznikne Národní shromáždění, hlavou státu měl být prezident. Poslanci Národního výboru byli jmenováni, nikoliv voleni.
- 1958 – Ústřední výbor KSČ přijal usnesení, podle kterého měl být nedostatek bytů v Československu odstraněn do roku 1970.
- 1992 – Zánik Československa: Federální shromáždění přijalo zákon o dělení majetku ČSFR.
- 2004 – Krajské a senátní volby, v nichž ODS výrazně porazila ČSSD.

### Svět

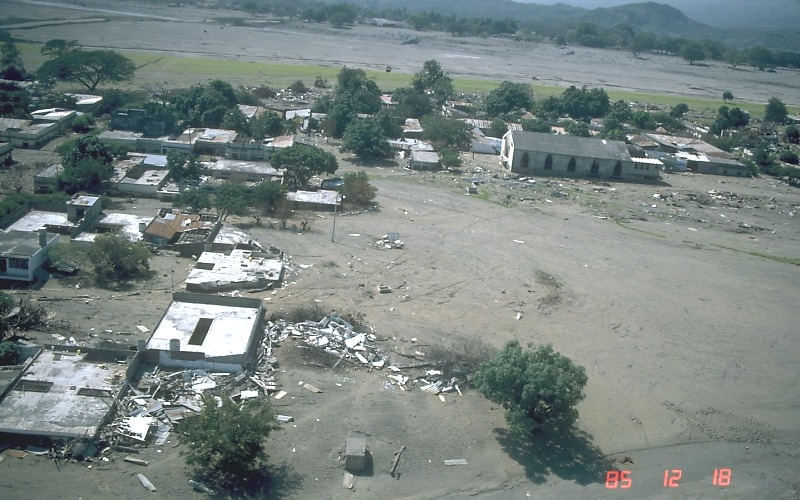
Město Armero po erupci sopky Nevado del Ruiz (1985)

- 1002 – Anglický král Ethelred II. přikázal zabít všechny Dány v Anglii.
- 1805 – Po rakouském vyhlášení 3. koaliční války Francii (3.9. 1805) a po vítězné bitvě u Ulmu (17.10.1805) vstoupilo francouzské vojsko (13.11.) a Napoleon (14.11.) vítězně do Vídně, u níž se válečnou lstí 13.11. zmocnilo Taborského mostu přes Dunaj, což umožnilo další pochod do Brna, Vyškova a ke Slavkovu.
- 1872 – Francouzský malíř Claude Monet maluje svůj první impresionistický obraz Imprese, Východ slunce, který dal jméno celému malířskému směru impresionismu
- 1918
  - Poslední saský král z rodu Wettinů, Fridrich August III., abdikoval.
  - Dva dny potom, co se císař Karel I. vzdal habsburského trůnu se vzdal i uherského trůnu. Skončila tak vláda Habsburská dynastie, trvající bezmála 600 let, a Rakousko-Uhersko se rozpadlo do několika jednotlivých států
- 1942 – Začala třídenní Bitva u Guadalcanalu mezi USA a Japonskem.
- 1985 – Žhavé pyroklastické proudy během nepříliš silné erupce kolumbijské sopky Nevado del Ruiz roztavily vrcholový ledovec a následné lahary (bahnotoky) zaplavily okolní města, včetně Armera, což si vyžádalo více než 25 000 lidských životů.
- 2015 – Během série teroristických útoků v Paříži zahynulo 130 lidí a 368 zraněno, 80 v kritickém stavu.
- 2019 – Při srážce nákladního auta s autobusem u Zlatých Moravec zemřelo 12 lidí (včetně pěti náctiletých) a dalších 19 bylo zraněno.
- 2022 – Během bombového útoku v Istanbulu bylo zraněno více než 80 osob.

## Narození
Automatický abecedně řazený seznam viz Kategorie:Narození 13. listopadu

### Česko

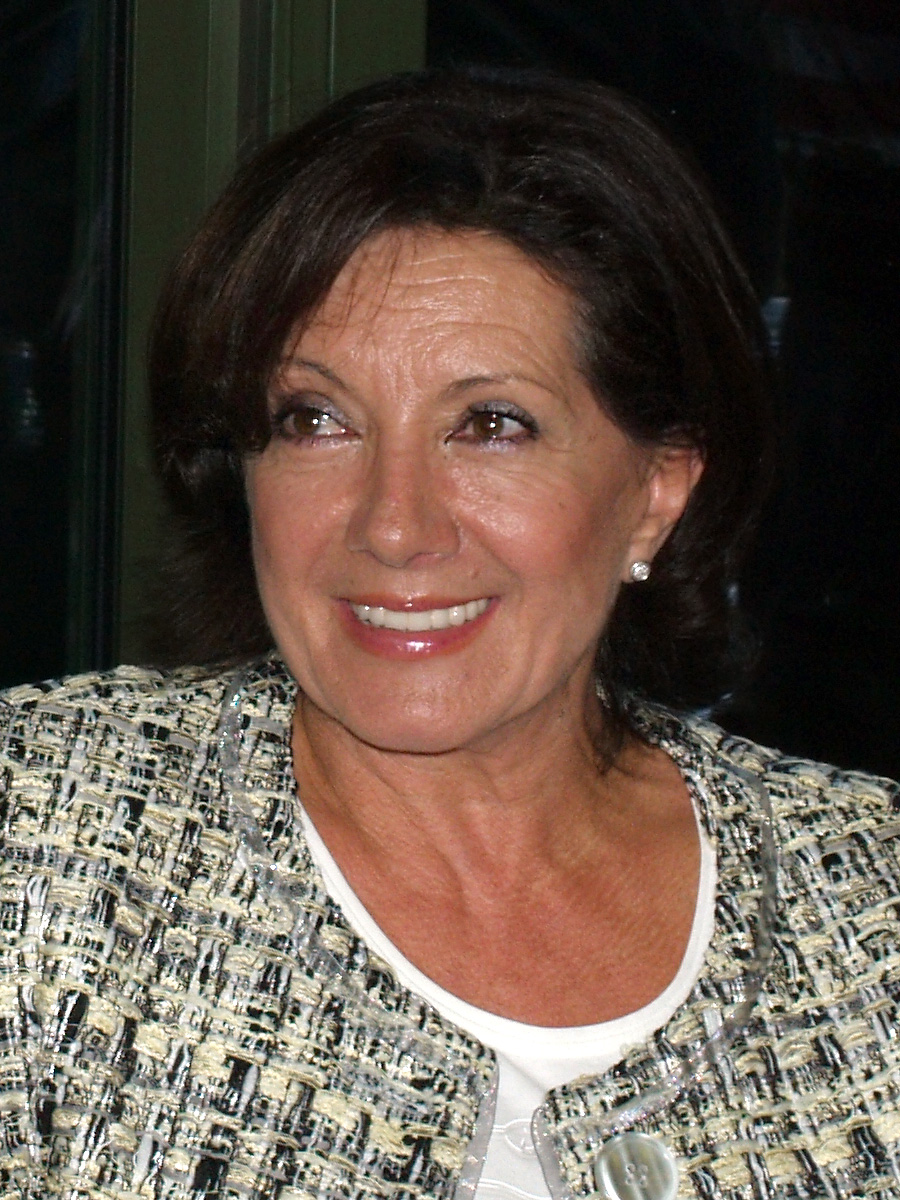
Marie Rottrová (* 1941)

- 1680 – Ondráš, slezský zbojník († 1. dubna 1715)
- 1741 – Stanislav Vydra, matematik († 3. prosince 1804)
- 1801 – Josef Vorel, hudební skladatel († 19. prosince 1874)
- 1808 – Josef Pfeiffer, podnikatel a politik německé národnosti († 4. února 1869)
- 1812 – Václav Jaromír Picek, básník  († 26. listopadu 1869)
- 1847 – Leopold Kochman, dělnický básník († 15. května 1919)
- 1850 – Jan Herzer, překladatel z francouzštiny, autor slovníku a učebnic († 13. dubna 1903)
- 1862 – Oldřich Hemerka, slovenský folklorista a hudebník († 16. prosince 1946)
- 1863 – František Groh, filolog a archeolog († 22. listopadu 1940)
- 1870 – Josef Holub, malíř († 22. srpna 1957)
- 1873
  - Stanislav Lolek, malíř († 9. května 1936)
  - Stanislav Marák, československý politik († 5. října 1937)
- 1876 – Václav Joachim, právník († 7. července 1945)
- 1877 – František Spilka, dirigent, hudební skladatel († 20. října 1960)
- 1879 – Jaroslav Bouška, československý politik († 10. října 1967)
- 1880
  - František Bíbl, básník († 25. června 1932)
  - Josef Chochol, architekt a urbanista († 6. července 1956)
- 1883 – Stanislav Lom, dramatik a spisovatel († 15. listopadu 1967)
- 1885 – Václav Rabas, malíř († 26. října 1954)
- 1886 – Stanislav Čeček, generál čs. legií v Rusku († 29. května 1930)
- 1901 – Jaroslav Müller vodní pólista, plavec, ragbista
- 1905 – František Brabec, profesor ekonomiky a řízení, rektor Českého vysokého učení technického v Praze († 30. ledna 1992)
- 1906
  - Vilma Jamnická, slovenská herečka a astroložka († 12. srpna 2008)
  - Světla Svozilová, herečka († 25. února 1970)
- 1909 – Theodor Martinec, mikrobiolog, rektor Masarykovy univerzity Brno († 7. dubna 1989)
- 1912 – Jaroslav Bouček, československý fotbalový reprezentant († 10. října 1987)
- 1914 – Stanislav Plzák, československý válečný letec – letecké eso († 8. srpna 1941)
- 1923
  - Naděžda Kavalírová, předsedkyně Konfederace politických vězňů († 20. ledna 2017)
  - Oldřich Dvořák, voják a příslušník výsadku Steel († 9. července 1942)
- 1924 – Zdeněk Kupka, první primátor Ostravy († 15. listopadu 1994)
- 1926 – Věra Olivová, historička († 7. března 2015)
- 1929 – Stanislav Bacílek, československý hokejový reprezentant († 26. března 1997)
- 1932
  - Olga Fikotová, americká diskařka českého původu († 12. dubna 2024)
  - Jiří Šolc, vojenský historik († 8. dubna 2010)
  - František Pitra, předseda vlády České socialistické republiky († 2. ledna 2018)
- 1936 – Ludmila Švédová, sportovní gymnastka († 10. února 2018)
- 1938 – Ludmila Seefried-Matějková, sochařka a malířka
- 1939 – Karel Brückner, fotbalový trenér
- 1941 – Marie Rottrová, zpěvačka
- 1945 – Jan Čarvaš, baskytarista a zpěvák († 19. září 2008)
- 1947 – Bob Frídl, písničkář, zpěvák, kytarista a skladatel († 26. února 2013)
- 1948 – Oldřich Veselý, zpěvák († 17. ledna 2018)
- 1950 – Marián Hošek, politik a stomatolog
- 1951 – Jiří Chaloupka, dostihový jezdec († 7. listopadu 2012)
- 1953 – Milan Štěch, odborář a politik
- 1955 – Stanislav Štefl, astronom
- 1957 – Miluše Šplechtová, herečka
- 1961 – Josef Šenfeld, politik
- 1968 – Petr Korál, hudební publicista
- 1969 – Patrik Augusta, hokejista
- 1972 – Pavel Verbíř, fotbalista
- 1973 – Rudolf Otepka, fotbalista
- 1976 – Jana Fesslová, handicapovaná sportovkyně
- 1986 – Jaromír Ježek, judista

### Svět

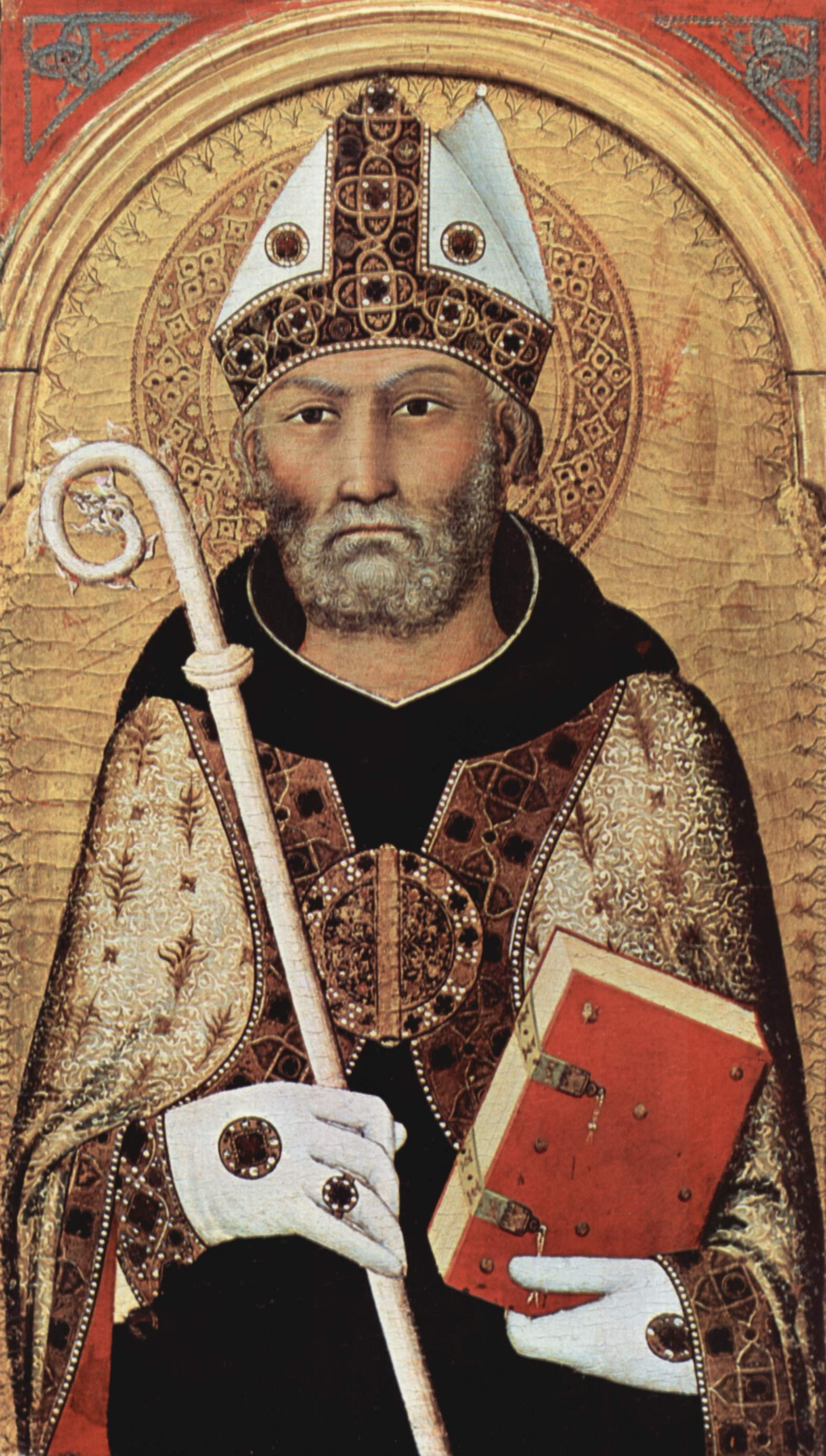
sv. Augustin (* 354)

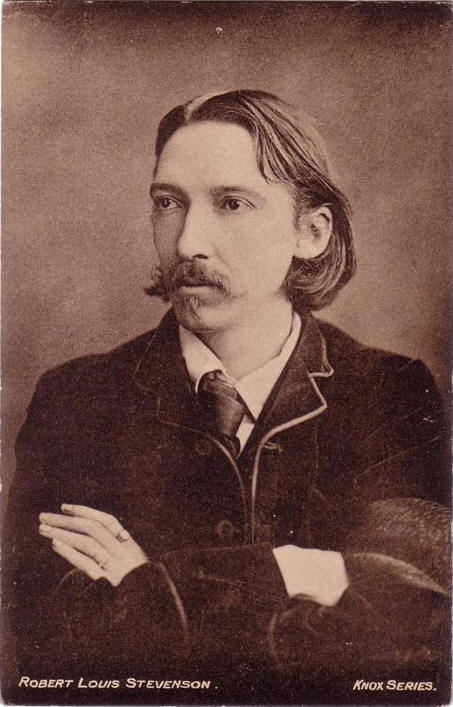
Robert Louis Stevenson (* 1850)

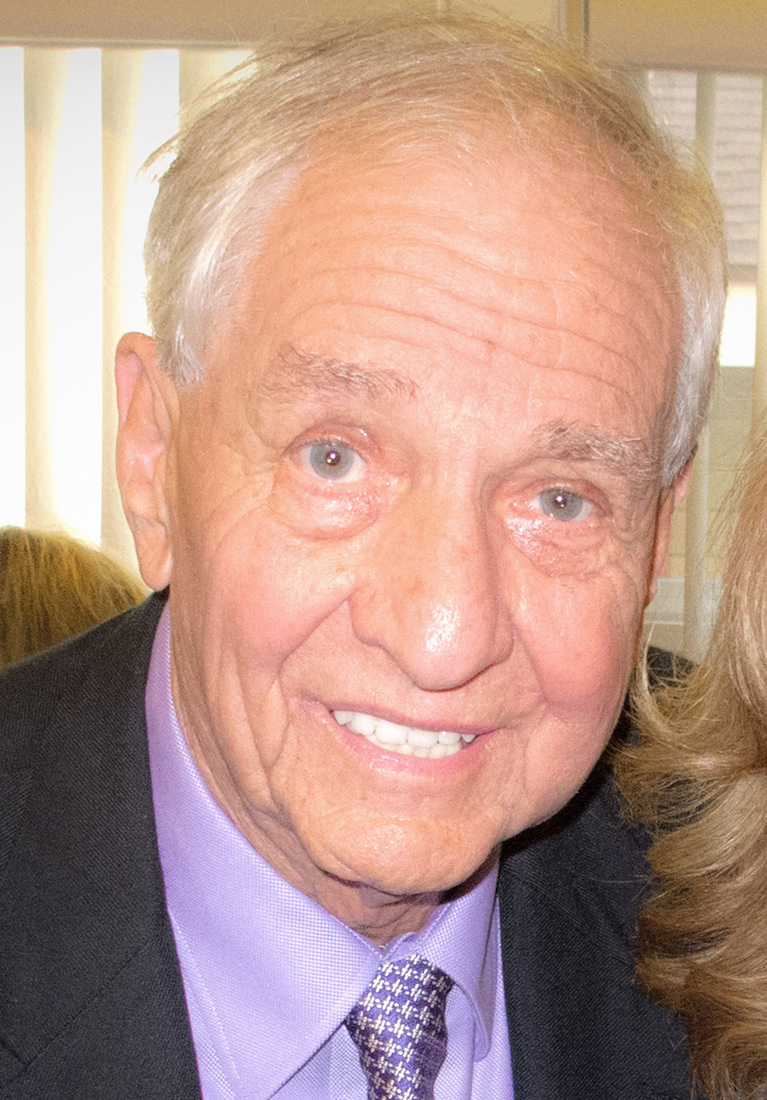
Garry Marshall (1934–2016)

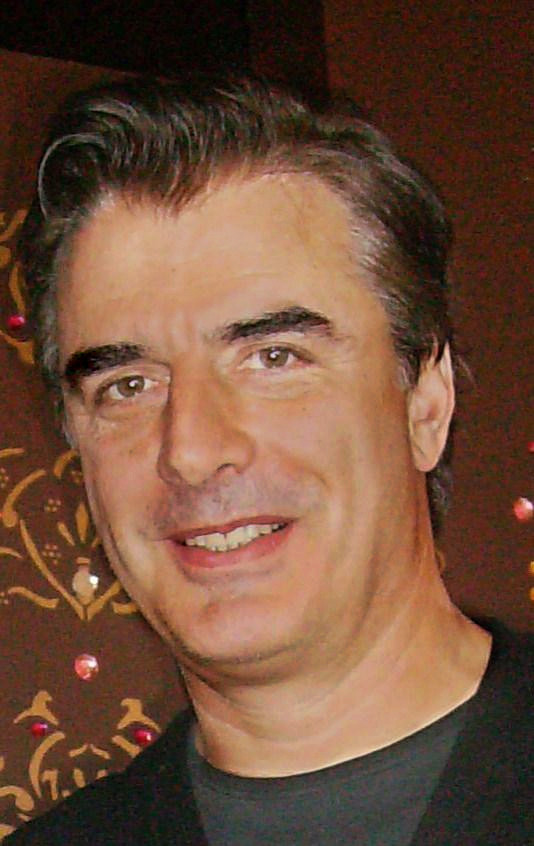
Chris Noth (* 1954)

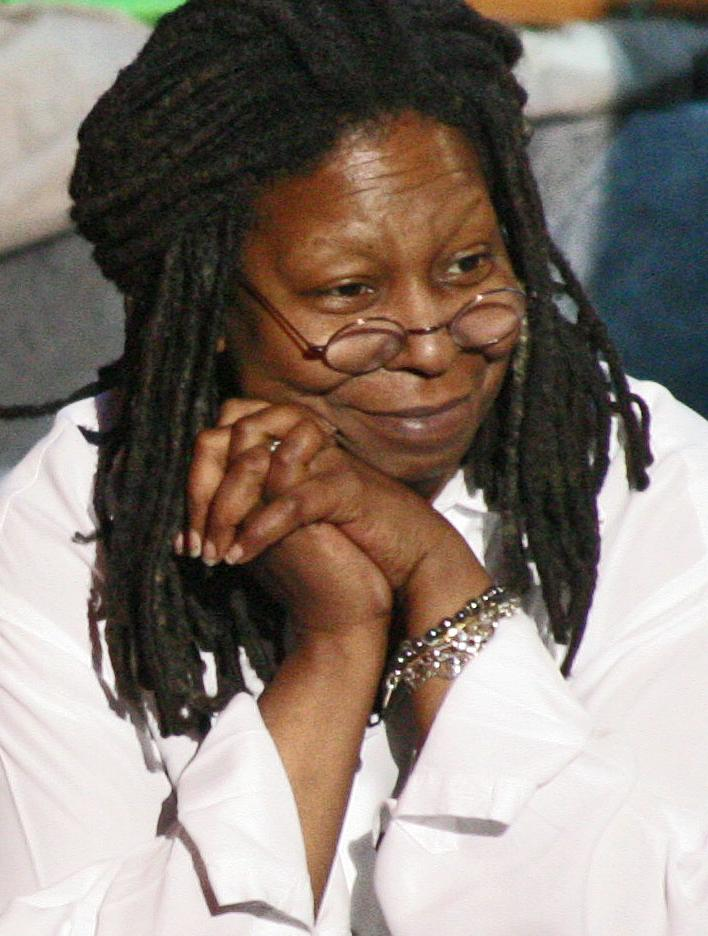
Whoopi Goldberg (* 1955)

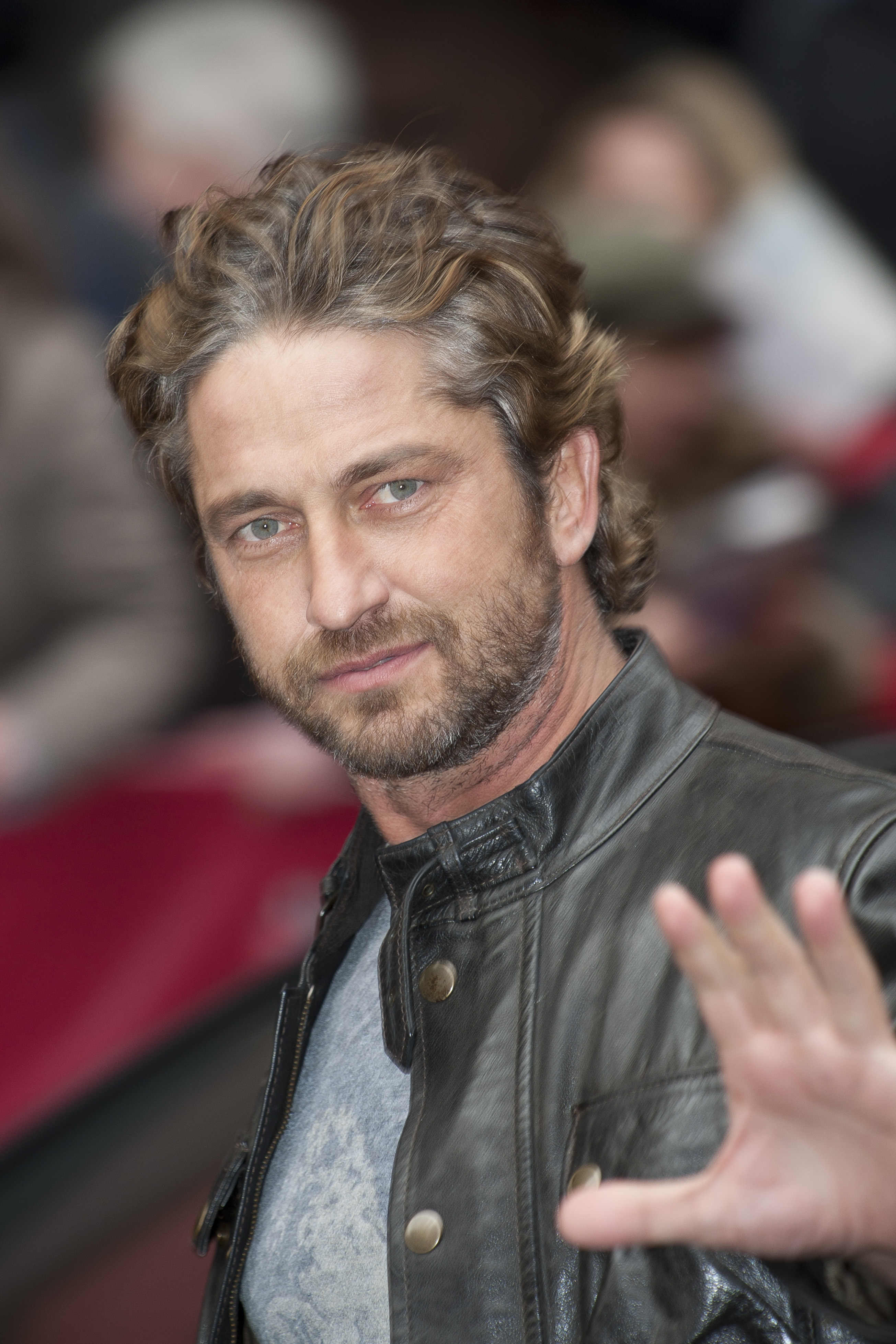
Gerard Butler (* 1969)

- 0354 – Augustinus (sv. Augustin), biskup a jeden z prvních křesťanských teologů († 28. srpna 430)
- 1312 – Eduard III., anglický král († 21. června 1377)
- 1483 – Alžběta Jagellonská, polská princezna a lehnická kněžna z rodu Jagellonců († 16. února 1517)
- 1504 – Filip I. Hesenský, hesenský vládce († 31. března 1567)
- 1559 – Albrecht VII. Habsburský, nizozemský guvernér († 15. listopadu 1621)
- 1625 – Vilém Kryštof Hesensko-Homburský, lankrabě hesensko-homburský († 27. srpna 1681)
- 1668 – Kryšpín z Viterba, katolický světec († 19. května 1750)
- 1717 – Princ George William, syn britského krále Jiřího II. († 17. února 1718)
- 1761 – John Moore, britský generál († 16. ledna 1809)
- 1768 – Karolína z Manderscheid-Blankenheimu, kněžna z Lichtenštejna († 1. března 1831)
- 1782 – Josef Kornhäusel, rakouský architekt († 31. října 1860)
- 1785 – Caroline Lambová, anglická spisovatelka († 26. ledna 1828)
- 1801
  - Alžběta Ludovika Bavorská, pruská královna jako manželka Fridricha Viléma IV. († 14. prosince 1873)
  - Amálie Augusta Bavorská, saská královna jako manželka Jana I. († 8. listopadu 1877)
- 1806 – Emilia Platerová, polská hraběnka z rodu Platerů a revolucionářka († 23. prosince 1831)
- 1813 – Petr II. Petrović-Njegoš, černohorský vladyka († 31. října 1851)
- 1821 – Rudolf Virchow, německý lékař a politik († 5. září 1902)
- 1824 – Ernest Fournier de Flaix, francouzský ekonom († 13. dubna 1904)
- 1836 – Jarosław Dąbrowski, polský levicový nacionalista, bojovník za vznik nezávislého Polska († 23. května 1871)
- 1838 – Carlos Relvas, portugalský fotograf († 23. ledna 1894)
- 1844 – Nikodim Pavlovič Kondakov, ruský historik umění, profesor UK († 17. února 1925)
- 1850 – Robert Louis Stevenson, skotský romanopisec a básník († 3. prosince 1894)
- 1856
  - Heinrich Teweles, pražský německý novinář, spisovatel, dramatik a divadelní ředitel († 9. srpna 1927)
  - Louis Brandeis, soudce Nejvyššího soudu Spojených států amerických († 5. října 1941)
- 1859 – Georg Knorr, švýcarský železniční inženýr a vynálezce († 15. dubna 1911)
- 1878 – Max Dehn, německý matematik († 27. června 1952)
- 1893 – Edward Adelbert Doisy, americký chemik († 23. října 1986)
- 1894 – Arthur Nebe, německý generál policie († 21. března 1945)
- 1896 – Nobusuke Kiši, japonský politik, ministr († 7. srpna 1987)
- 1899
  - Iskandar Mírza, první prezident Pákistánu († 12. listopadu 1969)
  - Chuang Sien-fan, čínský historik a antropolog († 18. ledna 1982)
- 1905 – Nil Chasevyč, ukrajinský malíř a nacionalista (popraven 4. března 1951)
- 1906 – Eva Zeisel , americká průmyslová designérka († 30. prosince 2011)
- 1907 – Jana Savojská, bulharská carevna, manželka Borise III. († 26. února 2000)
- 1913 – Lon Nol, kambodžský voják, politik a prezident († 17. listopadu 1985)
- 1914
  - Georgij Nikolajevič Babakin, sovětský radiotechnik a letecký konstruktér († 3. srpna 1971)
  - William Gibson, americký dramatik († 25. listopadu 2008)
  - Alberto Lattuada, italský filmový režisér († 3. července 2005)
- 1921 – Joonas Kokkonen, finský skladatel a klavírista († 2. října 1996)
- 1923 – Oldřich Dvořák, (česko)slovenský voják-výsadkář († 9. července 1942)
- 1924 – Gustav A. Konitzky, americký spisovatel († 3. února 2010)
- 1925 – Rio Preisner, filosof, spisovatel a překladatel († 2. října 2007)
- 1928
  - Hampton Hawes, americký klavírista († 22. května 1977)
  - Ernie Farrow, americký kontrabasista († 14. července 1969)
- 1933
  - Peter Härtling, německý dramatik, básník a spisovatel († 10. července 2017)
  - Ojārs Vācietis, lotyšský básník a novinář († 28. listopadu 1983)
  - Karl-Otto Alberty, německý herec († 25. dubna 2015)
- 1934 – Garry Marshall, americký herec a režisér († 19. července 2016)
- 1936 – Edda Budingová, německá tenistka († 15. července 2014)
- 1939 – Idris Muhammad, americký jazzový bubeník († 29. července 2014)
- 1940
  - Saul Kripke, americký filosof a logik († 15. září 2022)
  - William Taubman, americký politolog
- 1942 – John Paul Hammond, americký bluesový hudebník
- 1943 – Mustafa Džemilev, sovětský disident a jeden z vůdců Krymských Tatarů
- 1946
  - Stanisław Barańczak, polský básník († 26. prosince 2014)
  - Misha Rachlevsky, ruský dirigent
- 1947
  - Amory Lovins, americký experimentální fyzik
  - Ján Pivarník, slovenský fotbalista
- 1949 – Terry Reid, britský rockový kytarista a zpěvák
- 1950 – Gilbert Perreault, kanadský hokejista
- 1953
  - Frances Conroy, americká herečka
  - Tracy Scogginsová, americká herečka
- 1954 – Chris Noth, americký herec
- 1955 – Whoopi Goldberg, americká herečka, zpěvačka, scenáristka
- 1956
  - Ginger Aldenová, americká modelka
  - Rex Linn, americký herec
  - Janusz Rudnicki, polský spisovatel a novinář
- 1957 – Stephen Baxter, anglický spisovatel
- 1959 – Caroline Goodallová, britská herečka
- 1962 – Peter Martinček, slovenský skladatel a dirigent
- 1964 – Ronald Agenor, haitský tenista
- 1968 – Steve Lemme, americký herec a scenárista
- 1969 – Gerard Butler, skotský herec
- 1970 – Ariel Atias, izraelský politik
- 1974 – Arkadiusz Protasiuk, polský vojenský pilot († 10. dubna 2010)
- 1976 – Kelly Sothertonová, britská atletka
- 1977 – Lilija Šobuchovová, ruská atletka
- 1978 – Šen Süe, čínská krasobruslařka
- 1979 – Metta World Peace, americký basketbalista
- 1982 – Kumi Kóda, japonská zpěvačka
- 1984 – Yargelis Savigneová, kubánská atletka
- 1991
  - Jeffrey Bruma, nizozemský fotbalista
  - Rei Sugimoto, japonský sportovní lezec
- 1999 – Lando Norris, britský automobilový závodník

## Úmrtí
Automatický abecedně řazený seznam viz Kategorie:Úmrtí 13. listopadu

### Česko

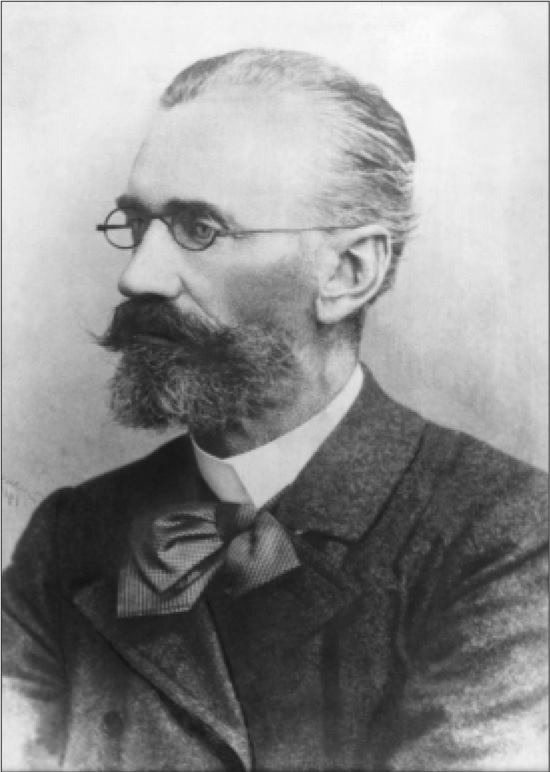
Gustav Ziegelheim († 1904; kartograf a profesor)

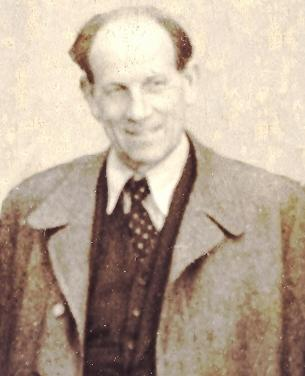
Antonín Zápotocký († 1957; prezident)

- 1521 – Valentin Hrbatý, kníže ratibořský (* asi 1485)
- 1675 – Felix Kadlinský, spisovatel (* 18. října 1613)
- 1872 – Jan Adolf Brandeis, portrétní malíř a fotograf (* 9. června 1818)
- 1896 – Čeněk Hausmann, matematik a technik (* 3. února 1826)
- 1904 – Gustav Ziegelheim, český montanista a kartograf německé národnosti, příbramský profesor a rektor (* 7. února 1839)
- 1912
  - Wenzel Wenhart, rakouský pedagog a básník (* 24. září 1834)
  - Teréza Nováková, spisovatelka (* 31. července 1853)
- 1919 – Antonín Otakar Zeithammer, politik (* 5. listopadu 1832)
- 1928 – František Černín, skladatel a pedagog (* 4. listopadu 1859)
- 1934 – Jiří Herold, violista, koncertní mistr České filharmonie (* 16. dubna 1875)
- 1938 – Bohuslav Kozák, malíř (* 28. října 1903)
- 1942 – Jaroslav Čulík, notář a překladatel (* 7. července 1861)
- 1952
  - Ladislav Svoboda, odbojář popravený komunisty (* 6. ledna 1893)
  - Václav Ženíšek, voják popravený komunisty (* 10. září 1917)
- 1956 – Mořic Pícha, královéhradecký biskup (* 18. dubna 1869)
- 1957 – Antonín Zápotocký, československý prezident (* 19. prosince 1884)
- 1961 – Gabriel Hart, herec a režisér (* 13. února 1894)
- 1970 – Vladimír Kristin, malíř (* 25. července 1894)
- 1982 – František Pešta, amatérský astronom (* 3. března 1905)
- 1988 – Jaromír Vejvoda, skladatel, autor písně Škoda lásky (* 28. března 1902)
- 1991 – Rudolf Turek, historik a archeolog (* 20. června 1910)
- 2001 – Jiří Vašíček, zpěvák (* 6. srpna 1933)
- 2004 – Vilém Nezbeda, básník, překladatel, archivář (* 8. března 1912)
- 2010 – Miroslav Plzák, lékař-matrimoniolog, sexuolog a psychiatr (* 25. srpna 1925)
- 2012 – Milan Horálek, ekonom, publicista a politik (* 27. listopadu 1931)
- 2015 – Milada Misárková, překladatelka (* 6. ledna 1929)
- 2018 – Prof. Zdeňka Hledíková, archivářka a historička (* 23. října 1938)

### Svět

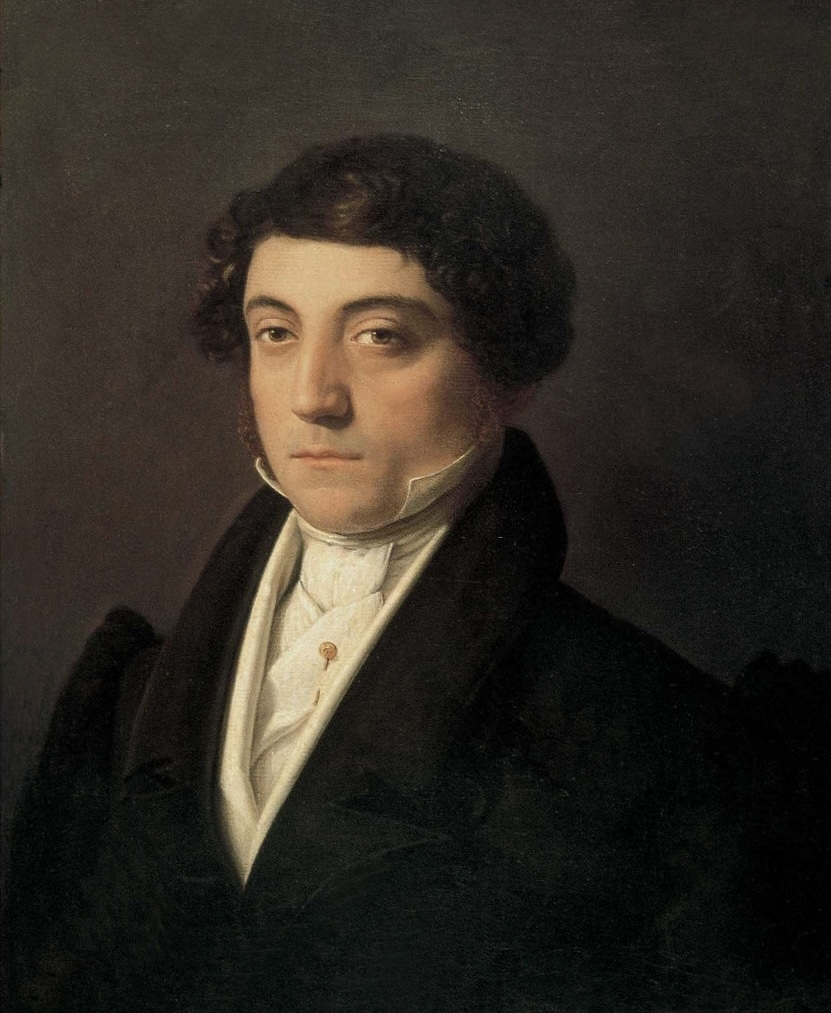
Gioacchino Rossini († 1868)

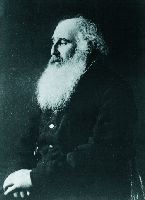
Camille Pissarro († 1903)

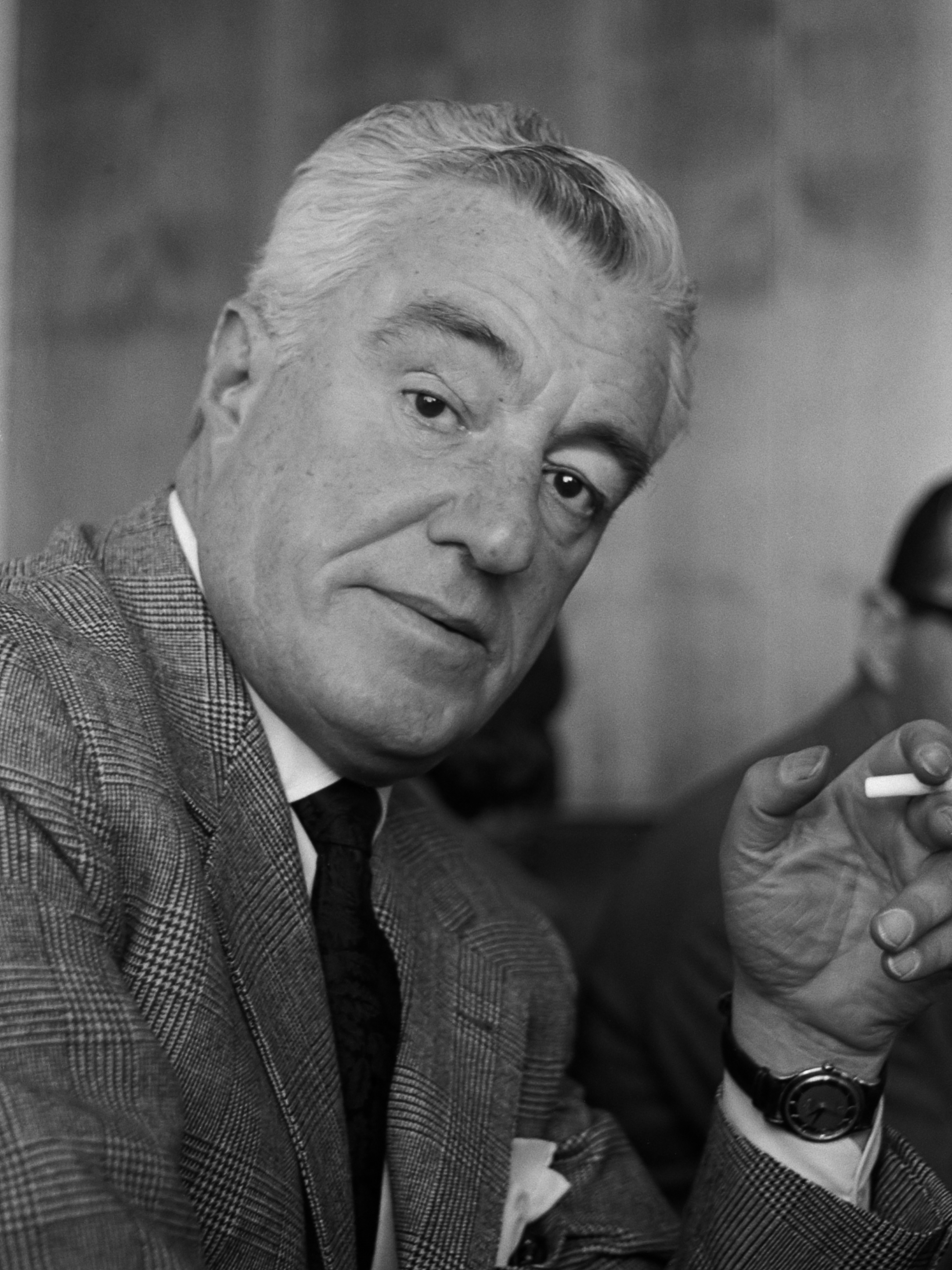
Vittorio De Sica († 1974)

- 0565 – Justinián I., byzantský císař (* 11. května 483)
- 0867 – Mikuláš I. Veliký, papež (* cca 800)
- 1002 – Gunhilda, sestra Svena Vidlího vouse, krále dánského
- 1093 – Malcolm III., skotský král (* 1033)
- 1143 – Fulko V. z Anjou, jeruzalémský král (* 1089/1092)
- 1154 – Izjaslav II. Mstislavič, kníže z rodu Rurikovců (* 1097)
- 1319 – Erik VI. Dánský, dánský král (* 1274)
- 1440 – Johana Beaufortová, hraběnka z Westmorlandu, nemanželská dcera Jana z Gentu (* cca 1379)
- 1442 – Alžběta Bavorská, braniborská kurfiřtka (* 1383)
- 1460 – Jindřich Mořeplavec, portugalský princ (* 4. března 1394)
- 1571 – Marfa Sobakinová, ruská carevna, třetí manželka Ivana IV. Hrozného (* 1552)
- 1620 – Luisa de Coligny, manželka Viléma Oranžského (* 23. září 1555)
- 1623 – Erdmuthe Braniborská, braniborská princezna a pomořanská vévodkyně (* 26. června 1561)
- 1726 – Žofie Dorotea z Celle, brunšvicko-lüneburská princezna, sňatkem hannoverská kurfiřtka a nekorunovaná královna Velké Británie (* 1666)
- 1770 – George Grenville, britský státník (* 14. října 1713)
- 1771 – Konrad Ernst Ackermann, německý divadelní herec (* 1. února 1712)
- 1779 – Thomas Chippendale, britský nábytkář (* 16. června 1718)
- 1804 – Johann Christian Bockshammer, slezský evang. pastor, spisovatel (* 27. května 1733)
- 1810 – Marie Josefína Savojská, titulární francouzská královna jako manželka Ludvíka XVIII. (* 2. září 1753)
- 1833 – Jean-Baptiste Jourdan, francouzský generál (* 29. dubna 1762)
- 1839 – William Otis, americký vynálezce parního rypadla (* 20. září 1813)
- 1841 – Karolína Frederika Vilemína Bádenská, bavorská královna jako manželka Maxmiliána I. Josefa (* 13. července 1776)
- 1854 – Louis de Beaupoil de Sainte-Aulaire, francouzský politik (* 9. dubna 1778)
- 1868 – Gioacchino Rossini, italský hudební skladatel (* 29. února 1792)
- 1883 – John Stringfellow, britský průkopník letectví (* 1799)
- 1891 – Paweł Stalmach, polský národní buditel na Těšínsku (* 13. srpna 1824)
- 1899 – Ulrika von Levetzow, přítelkyně Goetha (* 4. února 1804)
- 1903 – Camille Pissarro, francouzský malíř (* 10. července 1830)
- 1920 – Hans-Georg Tersling, dánský architekt (* 7. prosince 1857)
- 1925 – Élémir Bourges, francouzský spisovatel a novinář (* 26. března 1852)
- 1943 – Maurice Denis, francouzský malíř (* 25. listopadu 1870)
- 1946 – August Krogh, dánský lékař, nositel Nobelovy ceny (* 15. listopadu 1874)
- 1948 – Samuel C. Bradford, anglický knihovník (* 10. ledna 1878)
- 1954 – Ewald von Kleist, německý generál (* 8. srpna 1881)
- 1956 – Dave Trottier, kanadský hokejista, zlato na OH 1928 (* 25. června 1906)
- 1962 – Wiktor Thommée, polský generál (* 30. prosince 1881)
- 1963
  - Margaret Murray, britská egyptoložka (* 13. července 1863)
  - Mahmud Namik Efendi, osmanský princ a vnuk sultána Mehmeda V. (* 23. prosince 1913)
- 1972 – Arnold Jackson, britský atlet, olympijský vítěz v běhu na 1500 metrů (* 5. dubna 1891)
- 1973 – Elsa Schiaparelliová, italská oděvní návrhářka (* 10. září 1890)
- 1974 – Vittorio De Sica, italský herec a režisér (* 7. července 1901)
- 1979 – Francis Goheen, americký hokejista (* 9. února 1894)
- 1981
  - Gerhard Marcks, německý sochař (* 18. února 1889)
  - Werner Hartmann, švýcarský malíř (* 28. května 1903)
- 1983 – Šizó Kanaguri, japonský maratonský běžec (* 20. srpna 1891)
- 1985 – Alexandr Pokryškin, ruský vojenský pilot ve 2. světové válce (* 6. března 1913)
- 1987
  - Július Gábriš, slovenský katolický biskup (* 5. prosince 1913)
  - Paul Neergaard, dánský esperantista (* 19. února 1907)
- 1989 – Franz Joseph II., lichtenštejnský kníže (* 16. srpna 1906)
- 1994 – Vladimir Ivaško, generální tajemník ÚV KSSS (* 28. října 1932)
- 1997 – Ján Želibský, slovenský malíř a pedagog (* 24. listopadu 1907)
- 2002
  - Roland Hanna, americký klavírista (* 10. února 1932)
  - Juan Alberto Schiaffino, uruguayský fotbalista (* 28. července 1925)
- 2004 – Ol' Dirty Bastard, americký rapper (* 15. listopadu 1968)
- 2006 – Igor Novák, slovenský fotbalista, reprezentant Československa (* 10. dubna 1948)
- 2007 – Harold J. Berman, americký právní historik (* 13. února 1918)
- 2009 – Armen Tachtadžjan, arménský botanik (* 10. června 1910)
- 2011 – František Miko, slovenský literární vědec a teoretik, jazykovědec (* 13. dubna 1920)
- 2014 – Alexander Grothendieck, německý matematik (* 28. března 1928)
- 2019 – Raymond Poulidor, francouzský cyklista (* 15. dubna 1936)
- 2021 – Wilbur Smith, jihoafrický spisovatel (* 9. ledna 1933)

## Svátky
| 13. listopad v pražském KlementinuÚdaje jsou platné k 11. 3. 2025. | 13. listopad v pražském KlementinuÚdaje jsou platné k 11. 3. 2025. | 13. listopad v pražském KlementinuÚdaje jsou platné k 11. 3. 2025. |
| minimum                                                            | denní průměr                                                       | maximum                                                            |
| ------------------------------------------------------------------ | ------------------------------------------------------------------ | ------------------------------------------------------------------ |
| −12,2 °C (1786)                                                    | 5,3 °C (od 1961)                                                   | 18,0 °C (2010)                                                     |

### Česko
- Tibor
- Tiburcius
- dříve Stanislav

### Svět
- Mezinárodní den nevidomých
- Den památky padlých